# 19633 Rusjan
19633 Rusjan  je asteroid v glavnem asteroidnem pasu. 

## Odkritje
Odkrili so ga na Observatoriju Črni Vrh v Sloveniji 13. septembra 1999. Njegova začasna oznaka je bila 1999 RX42.
Ime je dobil po Edvardu Rusjanu (1886 – 1911), slovenskem letalskem konstruktorju, pilotu in pionirju letalstva.

## Značilnosti
Asteroid Rusjan je najbliže Soncu na razdalji 1,81 a.e., najbolj pa se mu oddalji na 3,08 a.e. Sonce obkroži v 1396,41 dneh ali 3,82 letih. Njegova tirnica je nagnjena na ekliptiko za 12,97 °, izsrednost tirnice pa ima 0,261.